# Février 1863

## Événements
- L’insurrection en Cochinchine est réprimée par la France.

- 3 février :
  - Colombie : les libéraux se dotent d’une nouvelle Constitution, écrite par Tomas Cipriano Mosquera, qui incline vers le fédéralisme et rompt avec le centralisme des conservateurs (période de la république de Nouvelle-Grenade). La Confédération Grenadine prend le nom d’États-Unis de Colombie (fin en 1886).
  - Bataille de Węgrów pendant l'insurrection de Pologne.

- 6 février : dans une lettre adressée au gouverneur général de l’Algérie, Napoléon III exprime l’idée que le territoire algérien ne saurait être considéré comme une « colonie proprement dite », mais comme un « royaume arabe », affirmant que « Les indigènes ont un droit égal à ma protection et je suis aussi l’empereur des Arabes que l’empereur des Français ».

- 8 février : convention Alvensleben. La Prusse autorise la Russie à poursuivre les émigrés polonais sur son territoire.

- 9 février : Henri Dunant fonde en Suisse la Croix-Rouge internationale.

- 24 février : l'Arizona est organisé en territoire.

## Naissances
- 4 février : Alfred Lacroix, minéralogiste et géologue français.
- 5 février : Georg Mühlberg, peintre, dessinateur et illustrateur allemand († 1er janvier 1925).
- 11 février : Adolf Rautmann, artiste de cirque et forain allemand († 8 janvier 1937).
- 13 février : Édouard Soudey, syndicaliste et militant socialiste puis boulangiste français († 28 août 1893).

## Décès
- 8 février : Adrien-Benjamin Féline, militaire et polémiste français (° 6 mars 1793)
- 21 février : Pierre-Nolasque Bergeret, peintre et lithographe français (° 30 janvier 1782).
- 22 février : Thomas Molson, homme d'affaires.
- 27 février : Henry Hoʻolulu Pitman, militaire américain (° 18 mars 1845).